# Солнечная батарея

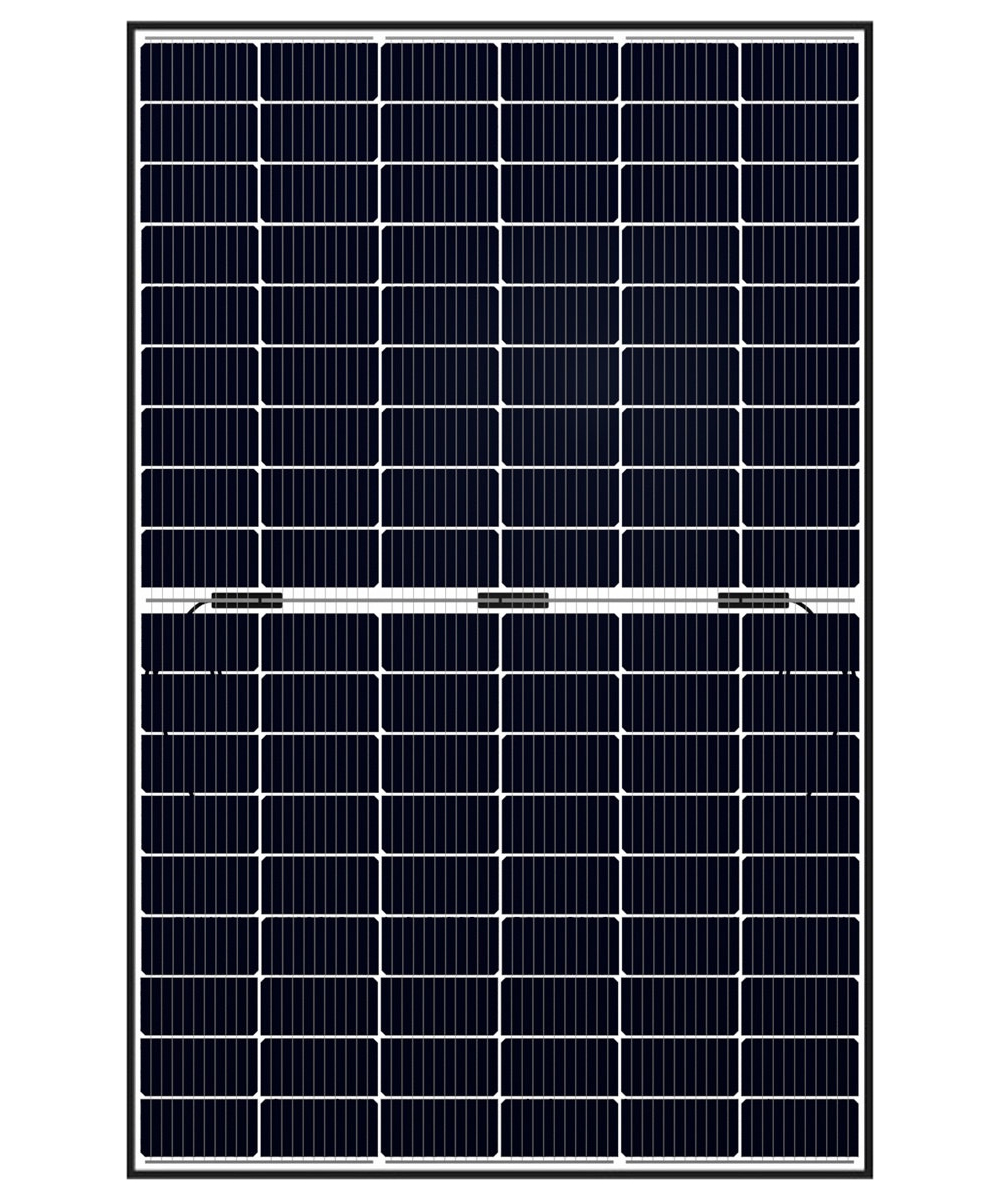
Солнечная панель, содержащая 108 кремниевых полуячеек.

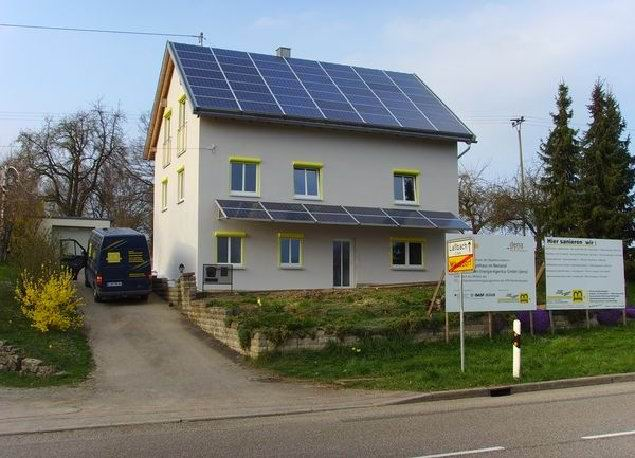
Солнечная батарея на крыше дома.

Со́лнечная фотоэлектри́ческая пане́ль (или фотоэлектрический мо́дуль) — устройство, преобразующее солнечный свет непосредственно в электрическую энергию. Солнечная панель состоит из солнечных фотоэлектрических ячеек, соединенных последовательно или параллельно между собой. Солнечные панели могут быть жёсткого и гибкого исполнения. Жёсткие солнечные панели обычно состоят из солнечных ячеек на основе кремния, которые заключены герметично между двумя стеклянными пластинами или между стеклянной фронтальной пластиной и задней пластиковой плёнкой с использованием герметизирующего материала. Такая структура защищает солнечные ячейки от воздействия окружающей среды. Гибкие солнечные панели изготавливаются на основе органических материалов.
Солнечная панель характеризуется электрическими (например, напряжением холостого хода и током короткого замыкания), механическими и термическими свойствами. Характерные кривые солнечной панели зависят от используемого полупроводникового материала и процесса изготовления солнечных ячеек. Для достижения высокой эффективности важно, чтобы соединенные между собой солнечные ячейки были максимально похожи. Для этого солнечные ячейки перед установкой сортируются производителем по их электрическим характеристикам. Кроме того, солнечные элементы сортируются по цвету, чтобы обеспечить единообразный внешний вид панели.
Солнечные панели, соединённые между собой, образуют солнечную батарею.
С момента появления в 1954 году первых фотоэлектрических панелей их параметры постоянно улучшались. Так мощность солнечных панелей на кремниевых ячейках выросла с 42 Вт/м² в 1954 году до среднего значения 230 Вт/м² в 2025 году.

## История

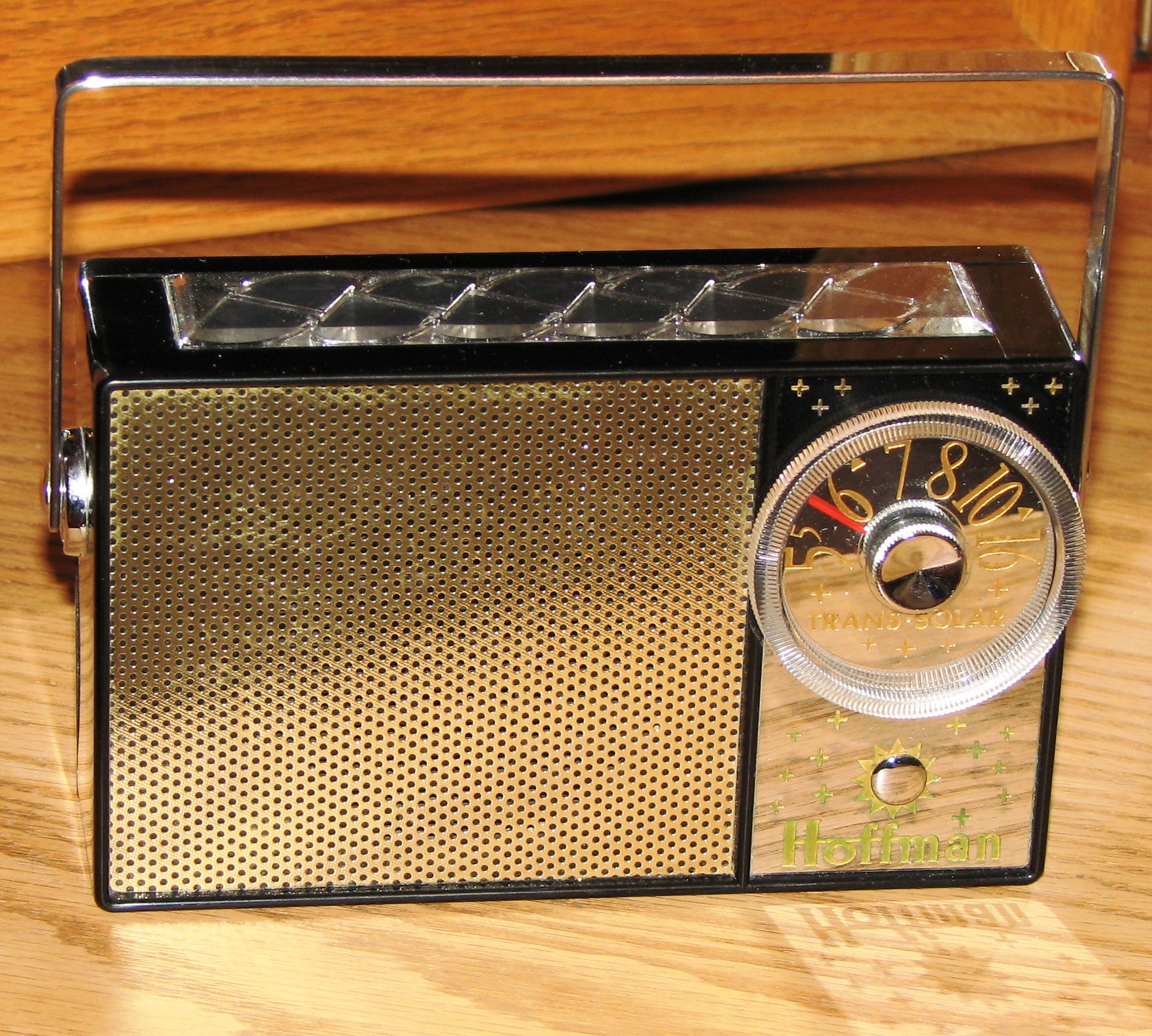
Радиоприёмник на солнечной батарее, 1958 год

История солнечных панелей неразрывно связана с историей солнечных фотоэлектрических ячеек.
В 1839 году французский физик Александр Эдмон Беккерель впервые обнаружил способность некоторых материалов создавать электрический заряд под воздействием света.
Наблюдение Беккереля было повторено только в 1873 году английским инженером-электриком Уиллоуби Смитом. Он выяснил, что заряд может быть вызван попаданием света на селен.
В 1940 году американский электрохимик «Bell Laboratories» Рассел Ол во время исследований полупроводниковых кристаллов наткнулся на кристалл, свойства которого резко менялись под воздействием света. Этот кристалл, как оказалось, имел две зоны с различными примесями, которые позже стали называть типами «p» и «n». Данная кремниевая солнечная ячейка была значительно эффективней селеновой и в 1941 году была успешно запатентована.
25 апреля 1954 года тремя сотрудниками «Bell Laboratories» Кельвином Соулзером Фуллером (Calvin Souther Fuller), Дэрилом Чапином (Daryl Chapin) и Геральдом Пирсоном (Gerald Pearson) были продемонстрированы первые практически применимые кремниевые солнечные ячейки. При этом солнечные ячейки были соединены последовательно для достижения необходимого напряжения и параллельно для достижения необходимой силы тока. Получившаяся таким образом солнечная панель имела КПД около 6% и успешно служила источником энергии для игрушечного «колеса обозрения» и радиопередатчика.
17 марта 1958 года в США был запущен спутник с использованием солнечных батарей — «Авангард-1».
15 мая 1958 года в СССР также был запущен спутник с использованием солнечных батарей — «Спутник-3».

## Типы солнечных батарей

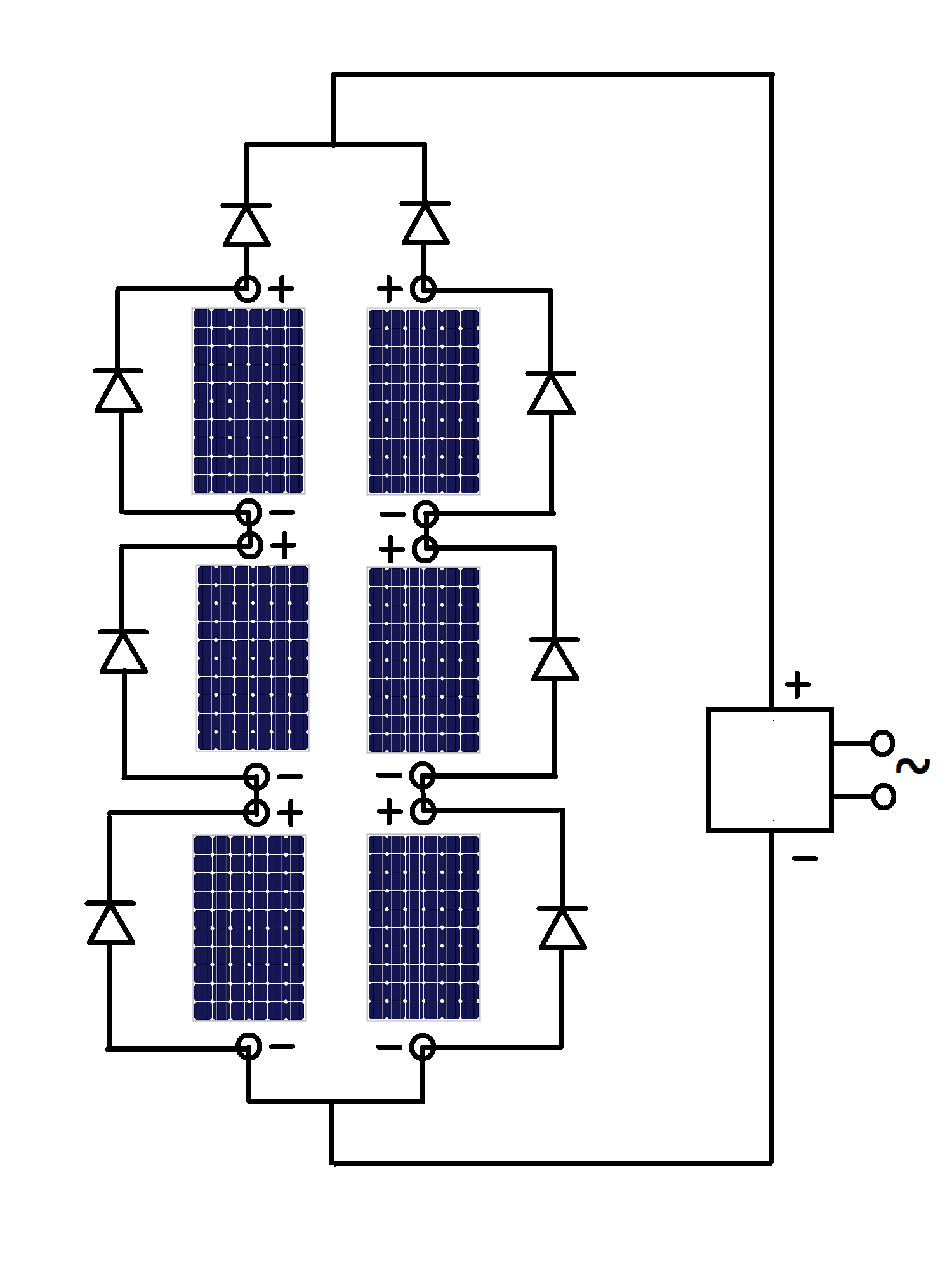
Пример схемы подключения шунтирующих диодов (байпас) и блокирующих обратный ток диодов в поле солнечных панелей.

Три типа солнечных батарей. Каждый из этих типов солнечных элементов сделан уникальным способом и имеет разный эстетический вид.
1. Монокристаллический
2. Поликристаллический
3. Тонкопленочные солнечные батареи

## Использование

### Портативная электроника
Для обеспечения электричеством и/или подзарядки аккумуляторов различной бытовой электроники — калькуляторов, плееров, фонариков и т. п.

### Электромобили

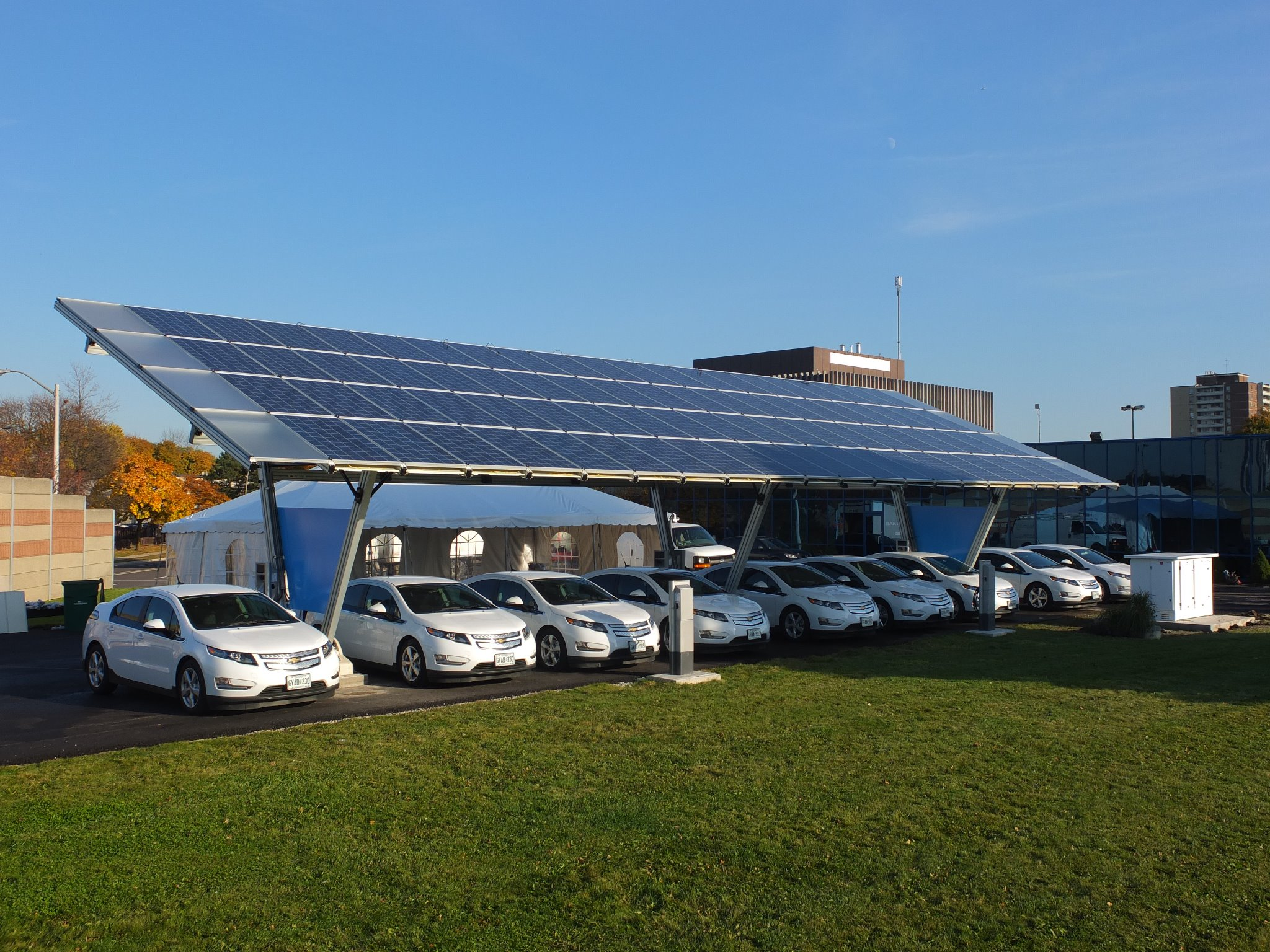
Солнечные панели на крыше навеса над зарядная станцией для электромобилей

- Электромобили на солнечных батареях

### Электровелосипеды

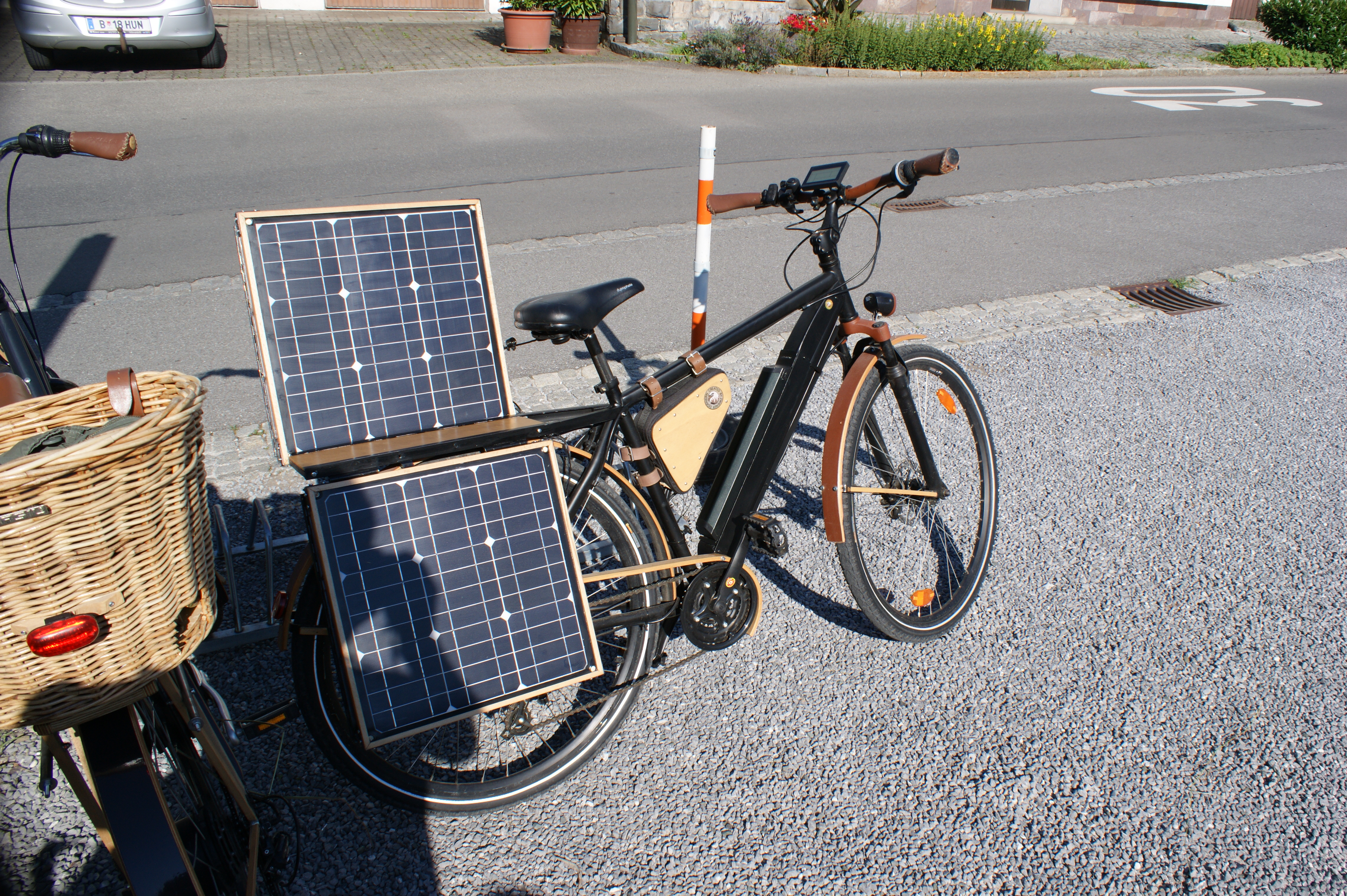
Электровелосипед с питанием от солнечных батарей

Для подзарядки батареи и даже для питания электромотора в режиме реального времени.

### Авиация
Одним из проектов по созданию самолёта, использующего исключительно энергию солнца, является Solar Impulse.

### Энергообеспечение зданий
Солнечная генерация широко используются для энергообеспечения зданий как в тропических и субтропических регионах с большим количеством солнечных дней, так и в северных странах.

Батареи размещают на крышах домов, на навесах автомобильных парковок, а также на открытых пространствах. 

Солнечно-ветровая энергоустановка

### Ограждения из солнечных батарей
Существуют пилотные и коммерческие решения по использованию солнечных батарей в качестве ограждений. В 2025 году аэропорт Цюриха начал проект по использованию двухсторонних солнечных панелей в качестве ограждений.

### Дорожное покрытие
Солнечные батареи как дорожное покрытие:
- В 2014 году в Нидерландах открылась первая в мире велодорожка из солнечных батарей.
- В 2016 году министр экологии и энергетики Франции Сеголен Руаяль заявила о планах построить 1000 км автодорог со встроенными ударо- и термостойкими солнечными панелями[8].
- В феврале 2017 года в нормандской деревне Tourouvre-au-Perche французским правительством была открыта дорога из солнечных батарей. Километровый участок дороги оборудован 2880 солнечными панелями. Такое дорожное покрытие обеспечит электроэнергией уличные фонари деревни. Панели каждый год будут вырабатывать 280 мегаватт час электроэнергии. Строительство отрезка дороги обошлось в 5 миллионов евро.[9]
- Также используется для питания автономных светофоров на дорогах[10]

### Использование в космосе

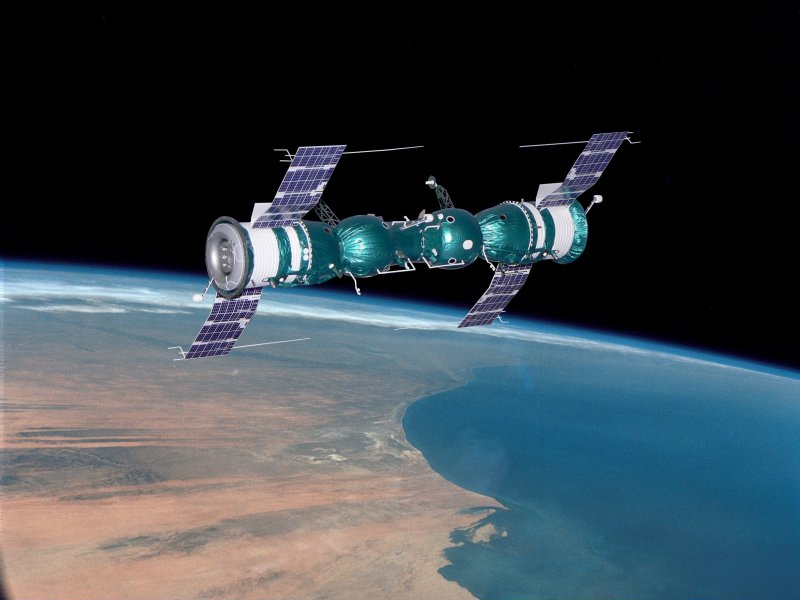
Союз-4 и Союз-5 16 января 1969 года выполнили первую в мире стыковку двух пилотируемых космических кораблей

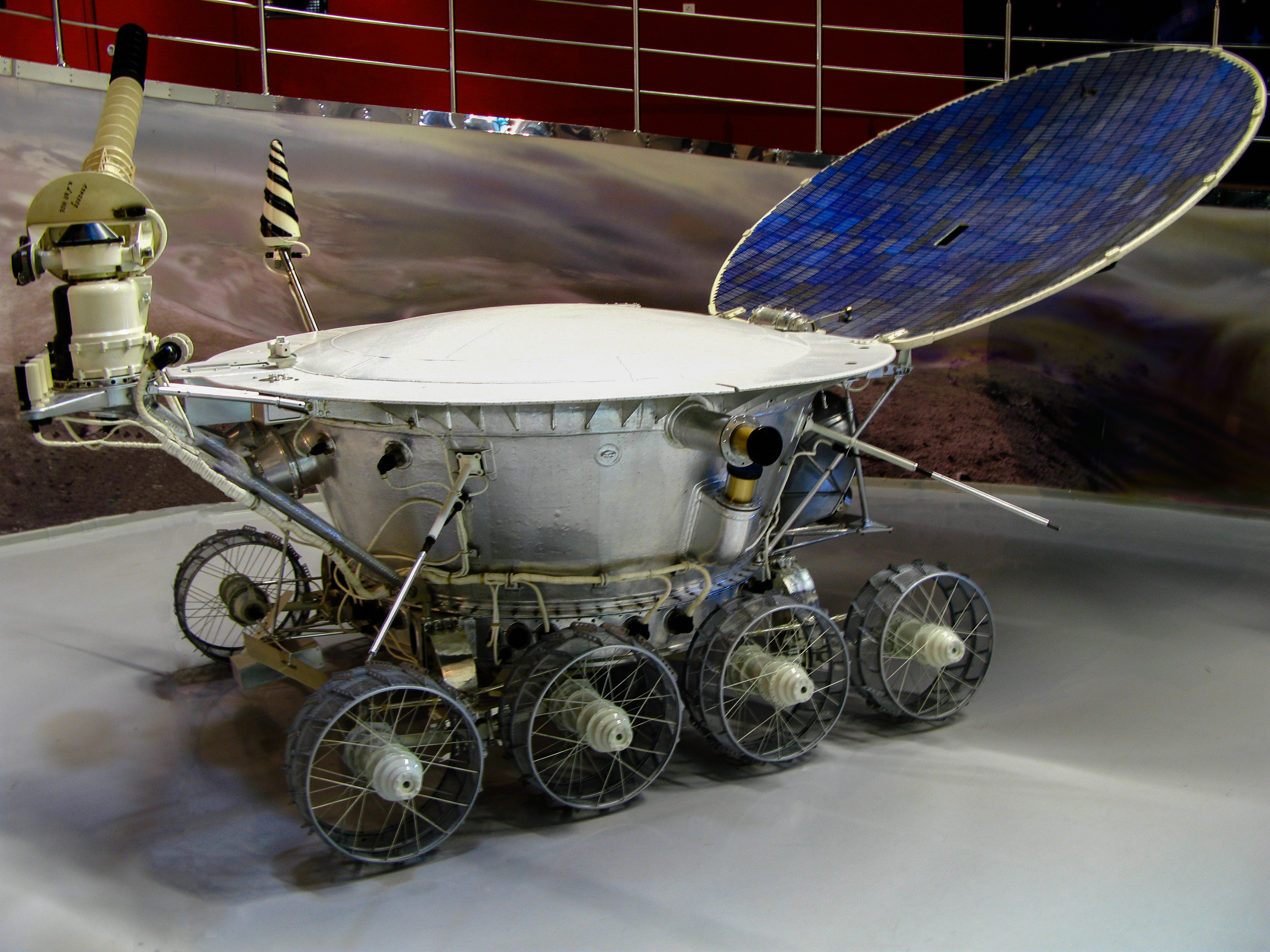
Луноход-1 (1970 год) с солнечной батареей

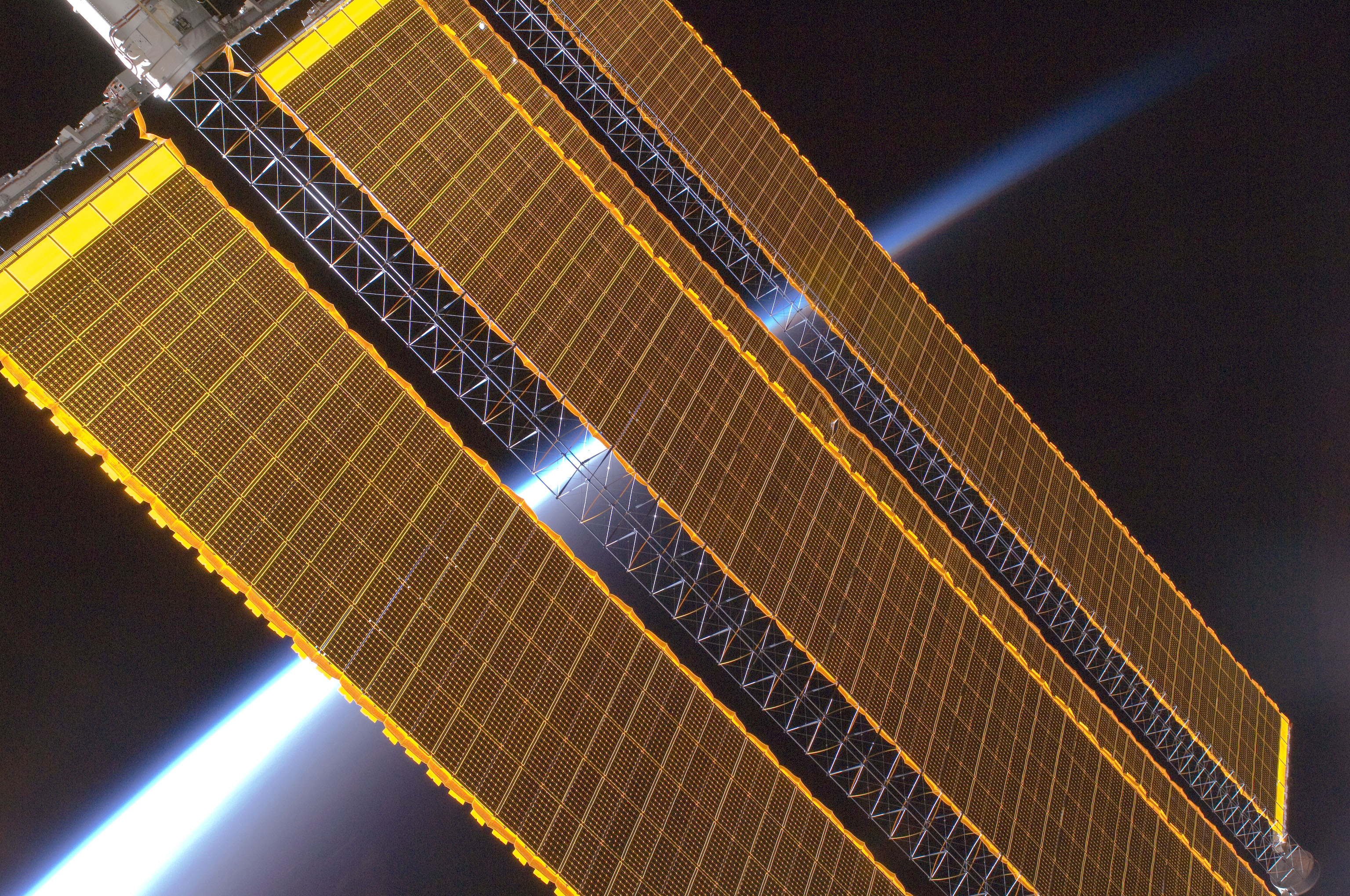
Солнечная батарея на МКС

Солнечные батареи — один из основных способов получения электрической энергии на космических аппаратах: они работают долгое время без расхода каких-либо материалов, и в то же время являются экологически безопасными, в отличие от ядерных и радиоизотопных источников энергии. В космосе используются солнечные фотопанели сделанные из арсенида галлия.
Однако при полётах на большом удалении от Солнца их использование становится проблематичным, так как поток солнечной энергии обратно пропорционален квадрату расстояния от Солнца. На Марсе мощность солнечных батарей вдвое меньше чем на Земле, и кроме того, пыльные бури ещё больше снижают их эффективность. Около дальних планет гигантов солнечной системы мощность падает настолько, что делает солнечные батареи почти полностью бесполезными. При полётах же к внутренним планетам, Венере и Меркурию, мощность солнечных батарей напротив, значительно возрастает: в районе Венеры в 2 раза, а в районе Меркурия в 6 раз.

### Использование в медицине
Южнокорейские ученые разработали подкожную солнечную батарею. Миниатюрный источник энергии может быть вживлен под кожу человека с целью бесперебойного обеспечения работы приборов, имплантированных в тело, например, кардиостимулятора. Такая батарея в 15 раз тоньше волоса и может заряжаться, если даже на кожу наносится солнцезащитное средство.

### Зарядные станции для электромобилей
Существуют опытные образцы зарядных станций, которые осуществляют солнечную генерацию электроэнергии и питают электромобили и внешние батареи постоянным током (DC-to-DC solar EV charger). В отличие от продаваемых систем, в ней не требуется конвертации солнечной энергии в переменный ток и обратно после солнечных батарей, что позволяет увеличить эффективность на 20-30%.

## Эффективность фотоэлементов и модулей
Мощность потока солнечного излучения на входе в атмосферу Земли (AM0), составляет около 1330—1390 ватт на квадратный метр (см. также AM1, AM1.5, AM1.5G, AM1.5D). В то же время, удельная мощность солнечного излучения в Европе в очень облачную погоду даже днём может быть менее 100 Вт/м². С помощью распространённых промышленно производимых солнечных батарей можно преобразовать эту энергию в электричество с эффективностью 5-22 %. В 2020 году, цена на солнечные панели упала до 0,15 — 0,33 долл/Вт, в зависимости от типа и мощности панели. В 2019 году себестоимость электричества, генерируемая промышленными солнечными станциями, достигла 0,068 USD за кВт*ч. В 2021 году оптовая цена на солнечные элементы снизилась до 0,07 — 0, 08 долл/Вт.
Фотоэлементы и модули делятся в зависимости от типа и бывают монокристаллические, поликристаллические, аморфные (гибкие, пленочные).
В 2009 году компания Spectrolab (дочерняя фирма Boeing) продемонстрировала солнечный элемент с эффективностью 41,6 %. В январе 2011 года ожидалось поступление на рынок солнечных элементов этой фирмы с эффективностью 39 %. В 2011 году калифорнийская компания Solar Junction добилась КПД фотоэлемента размером 5,5×5,5 мм в 43,5 %, что на 1,2 % превысило предыдущий рекорд.
В 2012 году компания Morgan Solar создала систему Sun Simba из полиметилметакрилата (оргстекла), германия и арсенида галлия, объединив концентратор с панелью, на которой установлен фотоэлемент. КПД системы при неподвижном положении панели составил 26—30 % (в зависимости от времени года и угла, под которым находится Солнце), в два раза превысив практический КПД фотоэлементов на основе кристаллического кремния.
В 2013 году компания Sharp создала трёхслойный фотоэлемент размером 4×4 мм на индиево-галлий-арсенидной основе с КПД 44,4 %, а группа специалистов из Института систем солнечной энергии общества Фраунгофера, компаний Soitec, CEA-Leti и Берлинского центра имени Гельмгольца создали использующий линзы Френеля фотоэлемент с КПД 44,7 %, превзойдя своё собственное достижение в 43,6 %
. В 2014 году Институт солнечных энергосистем Фраунгофер создали солнечные батареи, в которых благодаря фокусировке линзой света на очень маленьком фотоэлементе КПД составил 46 %.
В 2014 году испанские учёные разработали фотоэлектрический элемент из кремния, способный преобразовывать в электричество инфракрасное излучение Солнца.
Перспективным направлением является создание фотоэлементов на основе наноантенн, работающих на непосредственном выпрямлении токов, наводимых в антенне малых размеров (порядка 200—300 нм) светом (то есть электромагнитным излучением частоты порядка 500 ТГц). Наноантенны не требуют дорогого сырья для производства и имеют потенциальный КПД до 85 %.
Также, в 2018 году, с открытием флексо-фотовольтаического эффекта, обнаружена возможность увеличения КПД фотоэлементов. За счёт продления жизни горячих носителей (электронов) теоретический предел их эффективности поднялся с 34 сразу до 66 процентов.
В 2019 году российские учёные из Сколковского института науки и технологий (Сколтеха), Института неорганической химии им. А. В. Николаева Сибирского отделения Российской академии наук (СО РАН) и Института проблем химической физики РАН получили принципиально новый полупроводниковый материал для солнечных батарей, лишённый большинства недостатков материалов, применяемых сегодня. Группа российских исследователей опубликовала в журнале Journal of Materials Chemistry A результаты работы по применению для солнечных батарей нового разработанного ими полупроводникового материала — комплексного полимерного йодида висмута ({[Bi3I10]} и {[BiI4]}), структурно подобного минералу перовкситу (природному титанату кальция), который показал рекордный коэффициент преобразования света в электроэнергию. Та же группа учёных создала второй аналогичный полупроводник на основе комплексного бромида сурьмы с перовкситоподобной структурой.
| Тип                                         | Коэффициент фотоэлектрического преобразования, % |
| ------------------------------------------- | ------------------------------------------------ |
| Кремниевые                                  | 24,7                                             |
| Si (кристаллический)                        | 24,7                                             |
| Si (поликристаллический)                    | 24,7                                             |
| Si (тонкопленочная передача)                | 24,7                                             |
| Si (тонкопленочный субмодуль)               | 10,4                                             |
| III-V                                       |                                                  |
| GaAs (кристаллический)                      | 25,1                                             |
| GaAs (тонкопленочный)                       | 24,5                                             |
| GaAs (поликристаллический)                  | 18,2                                             |
| InP (кристаллический)                       | 21,9                                             |
| Тонкие плёнки халькогенидов                 |                                                  |
| CIGS (фотоэлемент)                          | 19,9                                             |
| CIGS (субмодуль)                            | 16,6                                             |
| CdTe (фотоэлемент)                          | 16,5                                             |
| Аморфный/Нанокристаллический кремний        |                                                  |
| Si (аморфный)                               | 9,5                                              |
| Si (нанокристаллический)                    | 10,1                                             |
| Фотохимические                              |                                                  |
| На базе органических красителей             | 10,4                                             |
| На базе органических красителей (субмодуль) | 7,9                                              |
| Органические                                |                                                  |
| Органический полимер                        | 5,15                                             |
| Многослойные                                |                                                  |
| GaInP/GaAs/Ge                               | 32,0                                             |
| GaInP/GaAs                                  | 30,3                                             |
| GaAs/CIS (тонкопленочный)                   | 25,8                                             |
| a-Si/mc-Si (тонкий субмодуль)               | 11,7                                             |

### Факторы, влияющие на эффективность фотоэлементов
Особенности строения фотоэлементов вызывают снижение производительности панелей с ростом температуры.
Частичное затемнение панели вызывает падение выходного напряжения за счёт потерь в неосвещённом элементе, который начинает выступать в роли паразитной нагрузки. От данного недостатка можно избавиться путём установки байпаса на каждый фотоэлемент панели.
В облачную погоду при отсутствии прямых солнечных лучей крайне неэффективными становятся панели, в которых используются линзы для концентрирования излучения, так как исчезает эффект линзы.
Из рабочей характеристики фотоэлектрической панели видно, что для достижения наибольшей эффективности требуется правильный подбор сопротивления нагрузки. Для этого фотоэлектрические панели не подключают напрямую к нагрузке, а используют контроллер управления фотоэлектрическими системами, обеспечивающий оптимальный режим работы панелей.
Еще одним фактором является старение фотоэлементов.

## Недостатки солнечной электроэнергетики

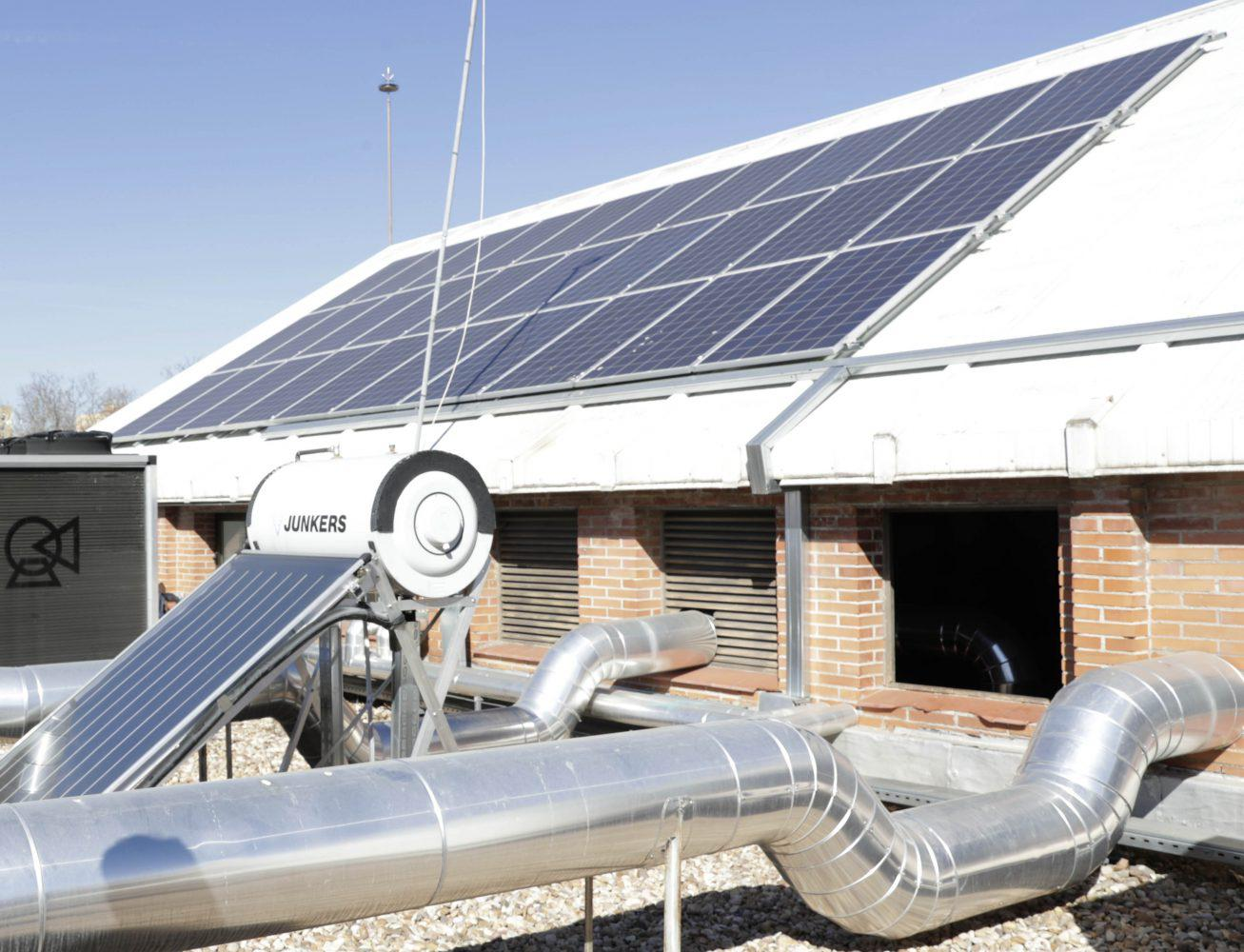
Солнечные батареи и солнечный водонагреватель в Мадриде

- Необходимость использования больших площадей земли.
- Солнечная электростанция не работает ночью и недостаточно эффективно работает в вечерних сумерках, в то время как пик электропотребления приходится именно на вечерние часы.
- Несмотря на экологическую чистоту получаемой энергии, сами фотоэлементы могут содержать ядовитые вещества[40].

Солнечные электростанции подвергаются критике из-за высоких издержек, а также низкой стабильности комплексных галогенидов свинца и токсичности этих соединений. В настоящее время ведутся активные разработки бессвинцовых полупроводников для солнечных батарей, например на основе висмута и сурьмы.
Из-за своей низкой эффективности, которая в лучшем случае достигает 20 процентов, солнечные батареи сильно нагреваются. Остальные 80 процентов энергии солнечного света нагревают солнечные батареи до средней температуры около 55 °C. С увеличением температуры фотогальванического элемента на 1° его эффективность падает на 0,5 %. Активные элементы систем охлаждения (вентиляторы или насосы), перекачивающие хладагент, потребляют значительное количество энергии, требуют периодического обслуживания и снижают надёжность всей системы. Пассивные системы охлаждения обладают очень низкой производительностью и не могут справиться с задачей охлаждения солнечных батарей.

## Производство солнечных модулей
Очень часто одиночные фотоэлементы не вырабатывают достаточной мощности. Поэтому определённое количество фотоэлементов соединяется в так называемые фотоэлектрические солнечные модули и между стеклянными пластинами монтируется укрепление. Эта сборка может быть полностью автоматизирована.

### Шестерка крупнейших производителей
Крупнейшие производители фотоэлектрических элементов (по суммарной мощности) в 2020 году.
1. SunPower
2. LONGi
3. Jinko Solar
4. Trina Solar
5. JA Solar
6. Canadian Solar